# Apple (band)
Apple was een Britse psychedelische rockband. De band werd in 1968 opgericht in Cardiff door gitarist Rob Ingram en bassist Jeff Harrad. In 1969 kwam hun enige album uit, getiteld An Apple a Day. Het album flopte en de band werd kort daarna ontbonden. Later werden enkele tracks van het album erkend door critici als klassiekers uit de Britse psychedelische rock, waarna het album een veelgezocht collectors' item werd.
- International Standard Name Identifier: 0000 0001 1108 9600
- MusicBrainz: e60aff72-3068-4c4b-975a-8f1cc2344416
- Nationale Bibliotheek van Tsjechië: xx0152377
- Virtual International Authority File: 147366210